# 张幸红
张幸红，哈尔滨工业大学教授、博士生导师，中华人民共和国教育部长江学者特聘教授，从事航天防热复合材料研究。

## 生平
1995年本科毕业于安徽工程大学，1999年获哈尔滨工业大学博士学位。现任哈尔滨工业大学教授。

## 荣誉
- 中国教育部长江学者特聘教授（2012年）
- 中国科技部中青年科技创新领军人才（2013年）
- 中国国家自然科学二等奖
- 中国教育部自然科学一等奖（2项）
- 中国国防科学技术进步二等奖